# Mongu
Mongu  este reședința  Provinciei de Vest din Zambia și al districtului omonim. Orașul este situat în lunca Barotse a fluviului Zambezi, la doar 15 km de cursul principal, iar majoritatea locuitorilor acestuia aparțin etniei Lozi (Barotse).